# Ogród Botaniczny w Kielcach
Ogród Botaniczny w Kielcach – ogród botaniczny o powierzchni ponad 13,72 ha położony u zbiegu ulic Karczówkowskiej i Jagiellońskiej w Kielcach. Otwarty w lipcu 2018 jako oddział leżącego we wschodnim sektorze miasta Geoparku Kielce.

## Historia powstania
Powstanie ogrodu wiąże się z propozycją jego założenia wysuniętą w 1985 r. przez prof. Stanisława Cieślińskiego i zaakceptowaną przez władze miasta. Początkowo zamierzano założyć ogród na wzgórzach Grabina i Dalnia oraz obszarach przyległych o łącznej powierzchni ok. 90 ha. Do 1989 r. wykonano projekt budowy ogrodu. Ostatecznie jednak założenie ogrodu w tym rejonie kazało się to niemożliwe ze względu na problemy z własnością gruntów.
Do idei powstania ogrodu w Kielcach wrócono w 2004 r. Prezydent miasta Wojciech Lubawski wytypował mniejszą działkę (ok. 15 ha) na wschodnim zboczu Karczówki i po uzyskaniu pozytywnej opinii botaników, w 2005 r. zawarto umowę między władzami miejskimi a Akademią Świętokrzyską nt. wspólnej budowy i prowadzenia placówki. Ze strony miasta dalsze prace przejął Geopark Kielce. Koncepcję ogrodu opracował prof. Jerzy Puchalski, a na jej bazie szczegółową koncepcję projektu ogrodu opracował w latach 2005–2009 zespół M. Kamińskiego z krakowskiej firmy Inter Project Group.
Na podstawie projektu u schyłku 2009 r. rozpoczęto prace budowlane, a w jesieni 2010 r. rozpoczęto nasadzenia szaty roślinnej. Prace te prowadzone są cały czas, jednak osiągnęły one wystarczający stopień zaangażowania, by w lipcu 2018 r. otworzyć dla publiczności pierwszą część ogrodu.

## Ogród botaniczny
Dominują tu gleby wapienne – rędziny i nie ma naturalnych zbiorników wodnych. Obszar ogrodu botanicznego był użytkowany przez miejscową ludność pod pola orne i sady, miejscami wydobywano też na lokalną skalę wapienie. Bezpośrednio przed przystąpieniem do prac projektowych tereny te były nieużytkami ze zbiorowiskami roślinnymi łąkowymi, muraw kserotermicznych i ruderalnymi, a także zaroślowymi.